# 湄潭熊蛛
湄潭熊蛛（学名：Arctosa meitanensis）为狼蛛科熊蛛属的动物。在中国大陆，分布于贵州等地。该物种的模式产地在贵州。